# Catedral de Trento

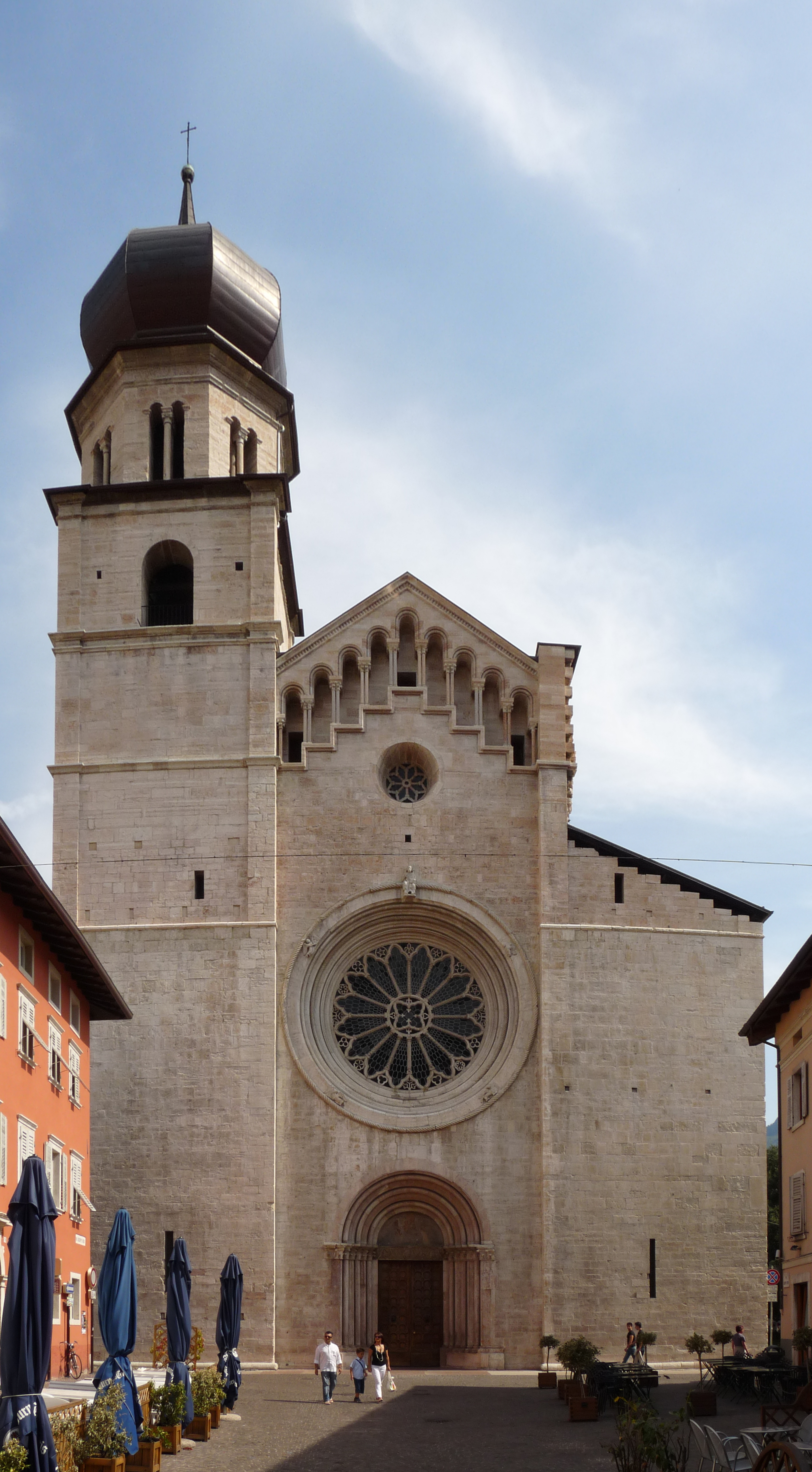
Vista frontal

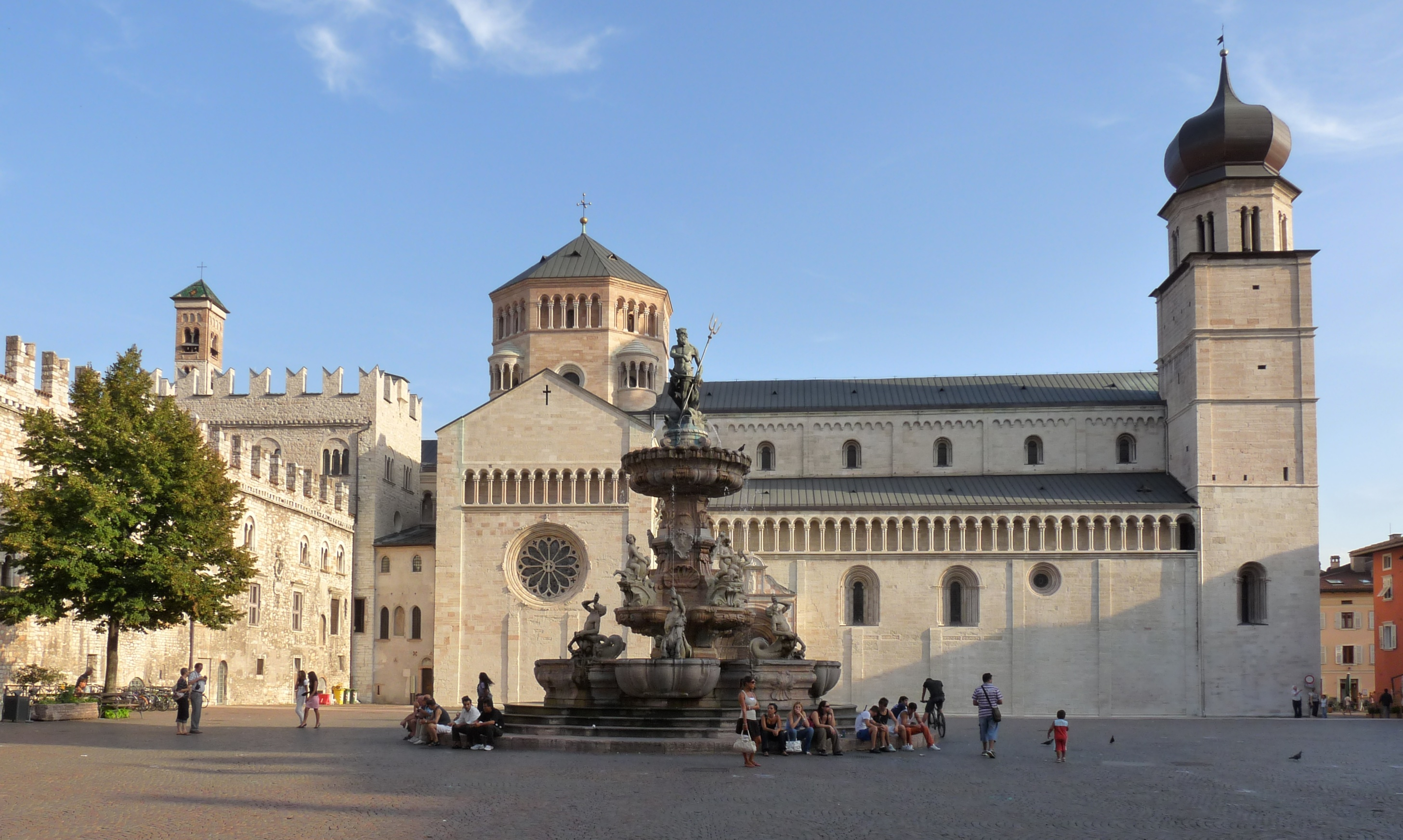
Vista lateral a partir da Piazza del Duomo

A Catedral de Trento é a sede da Arquidiocese de Trento e um importante marco arquitetônico da cidade de Trento, capital da província autônoma homônima, na Itália. É dedicada a São Vigílio. 
O edifício primitivo foi erguido no século VI em uma área de cemitérios localizados fora dos muros da antiga Tridentum romana, onde estavam sepultados os mártires Sisinio, Martirio, Alessandro e também Vigilio, terceiro bispo de Trento. A construção se deve ao bispo Eugípio, assumindo uma forma basilical com átrio e uma abside voltada para o leste. Parte deste edifício ainda sobrevive, apesar das modificações posteriores. Na Idade Média passou a ser a Catedral de Trento, sofrendo algumas reformas estruturais e restauros. O altar foi elevado e foi criada uma cripta. Sob o episcopado de Altemanno os restos mortais de Vigilio foram depositados em um altar de honra criado no centro cripta, junto com as cinzas de Santa Maxência. O edifício foi reconsagrado em 18 de novembro de 1145. Cerca de oitenta anos depois, grande parte da construção original começou a ser demolida para se erguer um novo templo, com as obras dirigidas por Adamo d'Arogno. A pedra fundamental da nova estrutura foi lançada em 28 de fevereiro de 1212, no governo do bispo Federico Vanga, que incluiu a renovação da antiga sede diocesana no seu grande plano de afirmação do poder dos bispos e de reorganização administrativa do principado. A construção se prolongou até meados do século XV.
No início do século XVI o bispo Bernardo Clesio ordenou a substituição da antiga cúpula, realizada sob a supervisão de Lucio del lago di Como e Alessio Longhi, e o campanário foi reformado, instalando-se um novo coruchéu. Outras modificações ocorreriam sucessivamente. O bispo Francesco Alberti Poia acrescentou a Capela do Crucifixo, em 1743 o bispo Domenico Antonio Thun fez levantar um novo altar-mor coberto por um baldaquino, e para sua instalação foi necessário rebaixar o piso, ocluir a cripta e realizar intervenções estruturais no presbitério e na nave. Ao mesmo tempo, foi aberto um óculo na cúpula para permitir a entrada de luz. Em 1878, sob orientação de Enrico Nordio, a cobertura da nave foi refeita, criando-se novas cornijas e arcos, e na fachada foi instalada uma galeria em apoio à rosácea. A cúpula foi outra vez substituída, o pavimento da nave foi trocado e as lápides de sepultamentos foram transferidas para outro local.
Um restauro foi organizado entre 1963 e 1977, objetivando realizar manutenção e restauro e recuperar até onde possível seu aspecto românico original, removendo vários acréscimos tardios. Também foi reaberta e restaurada a cripta, as bases da antiga basílica foram expostas, foram recuperados trechos de mosaicos e os braços do transepto e o presbitério foram devolvidos à sua configuração primitiva. Os espaços abertos no subsolo, expondo as antigas fundações da basílica paleo-cristã, funcionam como um museu de achados arqueológicos do templo, preservando lápides, inscrições, relevos, fragmentos arquitetônicos, a tumba de São Vigílio e outros itens encontrados nos trabalhos de escavação e restauro.
A Catedral é um imponente edifício de feições principalmente românicas, com elementos góticos, renascentistas, barrocos e neo-românicos. Possui uma nave tripla, abside, transepto e campanário. Contém muitas obras de arte, com destaque para uma Roda da Fortuna do século XIII, instalada na rosácea do transepto, o grupo de Cristo Pantocrator e os Evangelistas na luneta do pórtico, afrescos representando a Virgem Maria, os mártires, São Cristóvão e São Vigílio, a rosácea da fachada, lavrada em mármore, o grande baldaquino barroco sobre o altar-mor, o cadeiral entalhado no coro, estátuas barrocas de Maria Madalena e Verônica, os altares de Santo Antônio, São Carlos, São Fernando, Santa Ana e da Virgem das Dores, de várias épocas, a pia batismal renascentista, fragmentos das séries de afrescos sobre a vida de São Juliano e a história da Salvação. A Catedral sediou parte dos trabalhos do Concílio de Trento no século XVI.

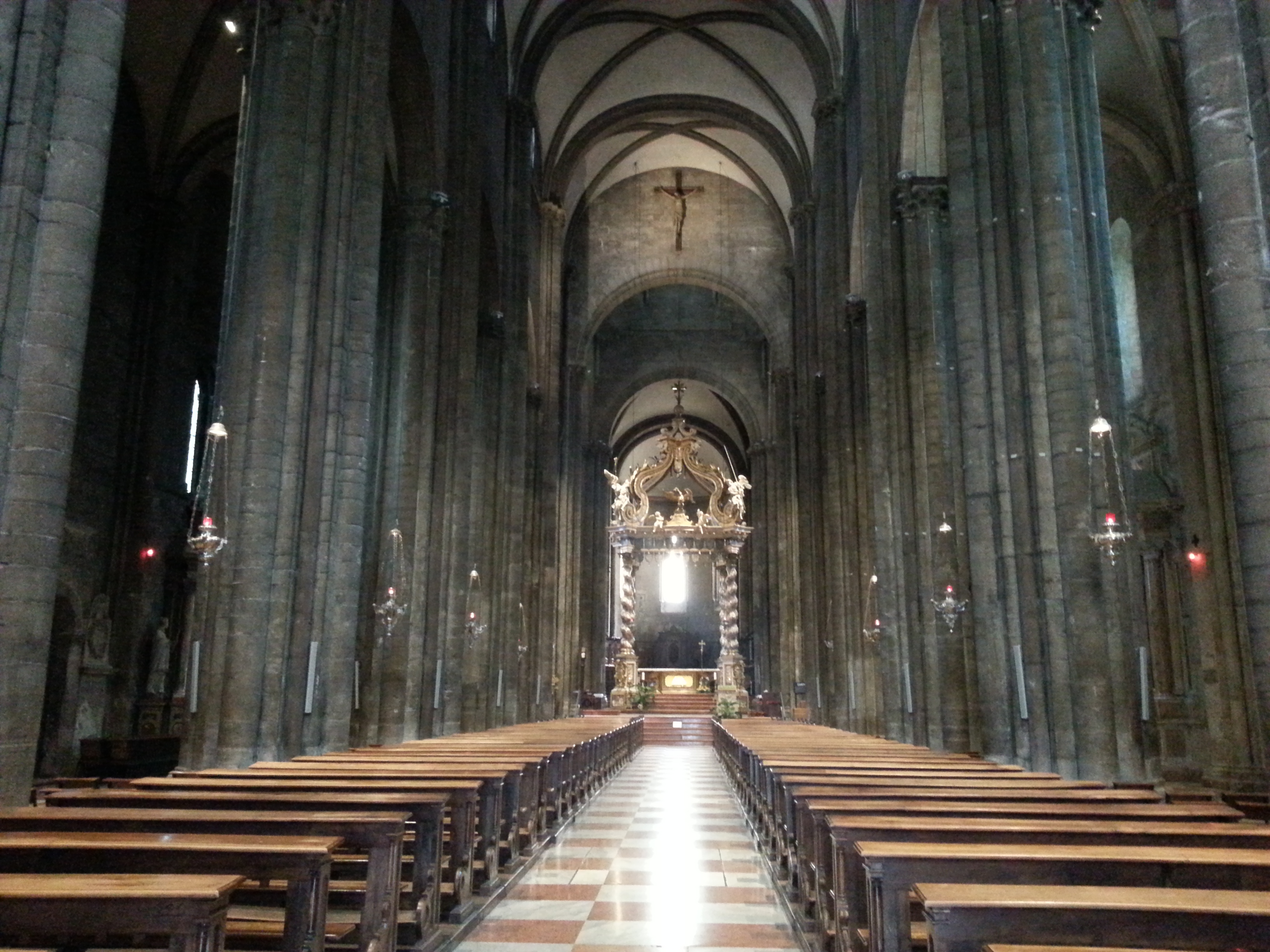
Vista da nave com o baldaquino barroco sobre o altar
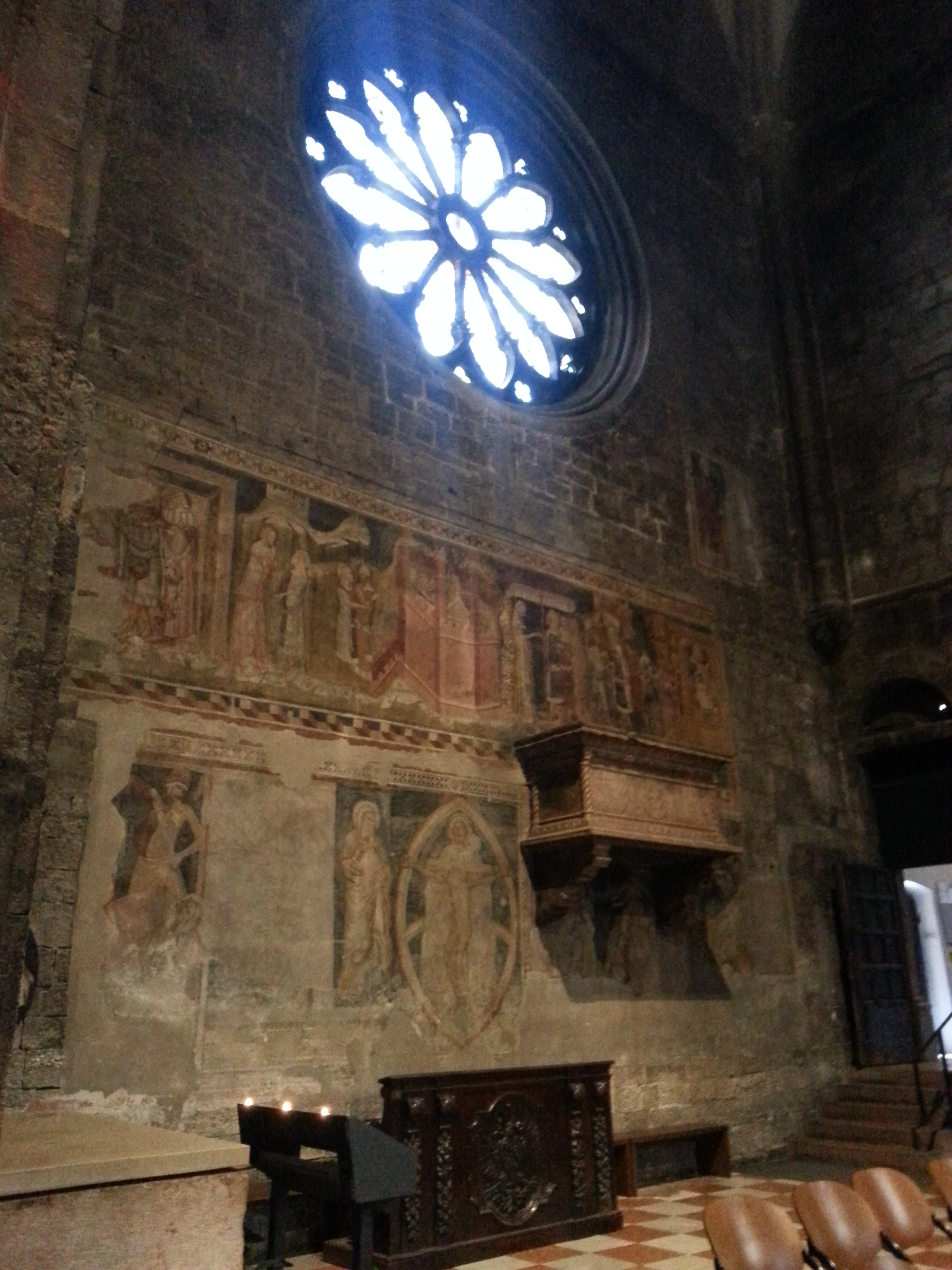
Afrescos no interior
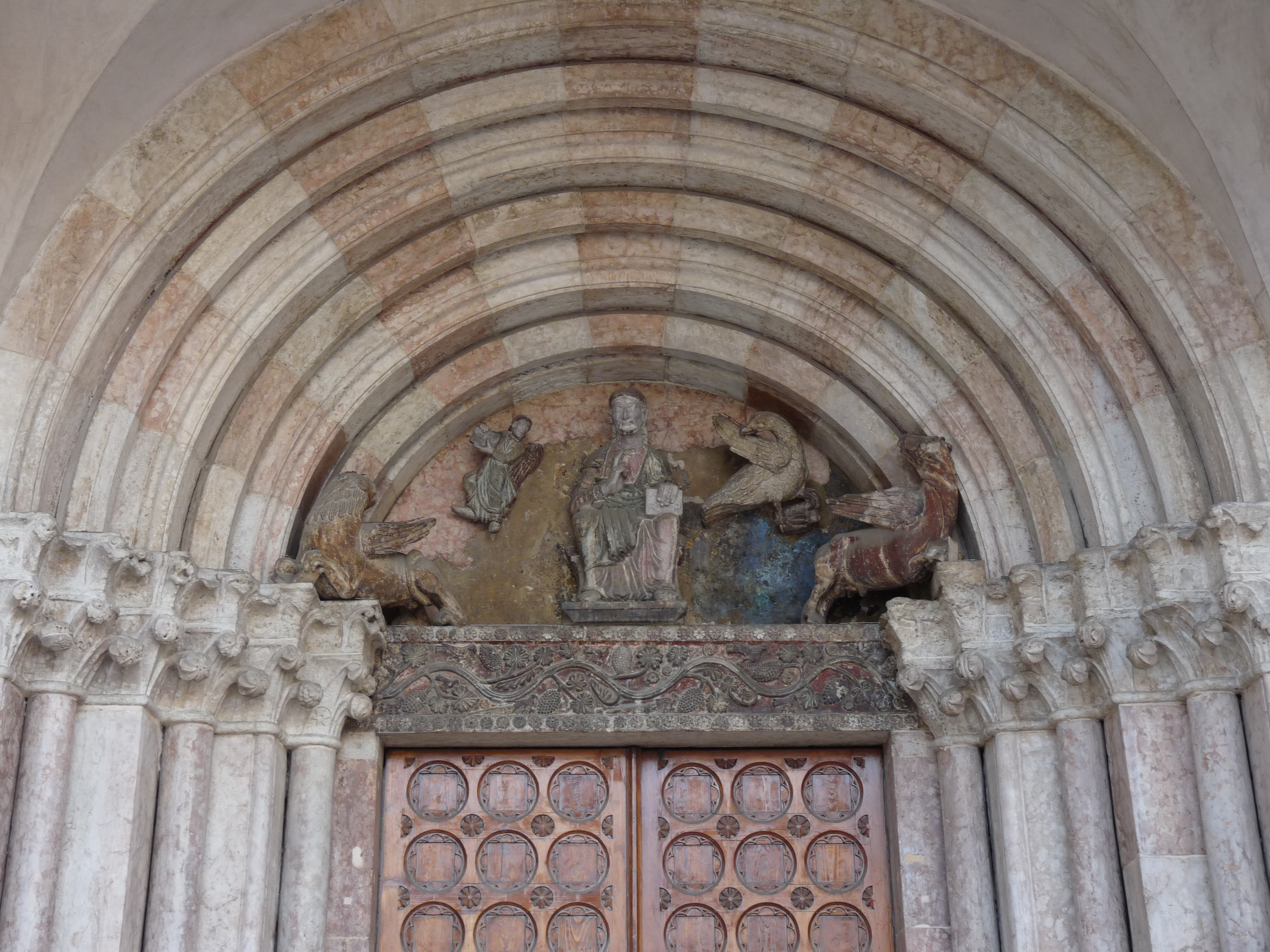
Luneta da entrada norte
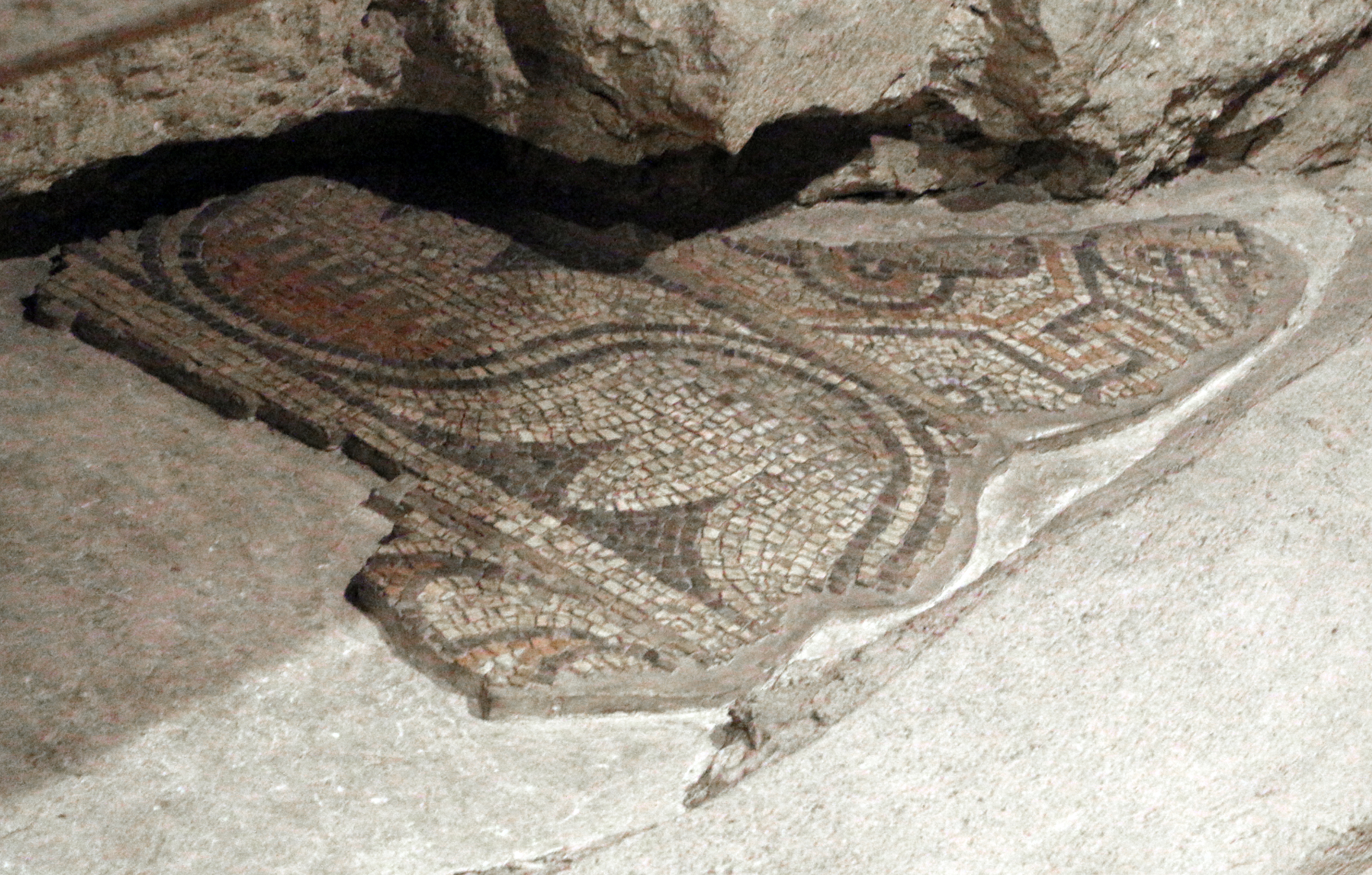
Fragmento de mosaico da primitiva basílica paleo-cristã
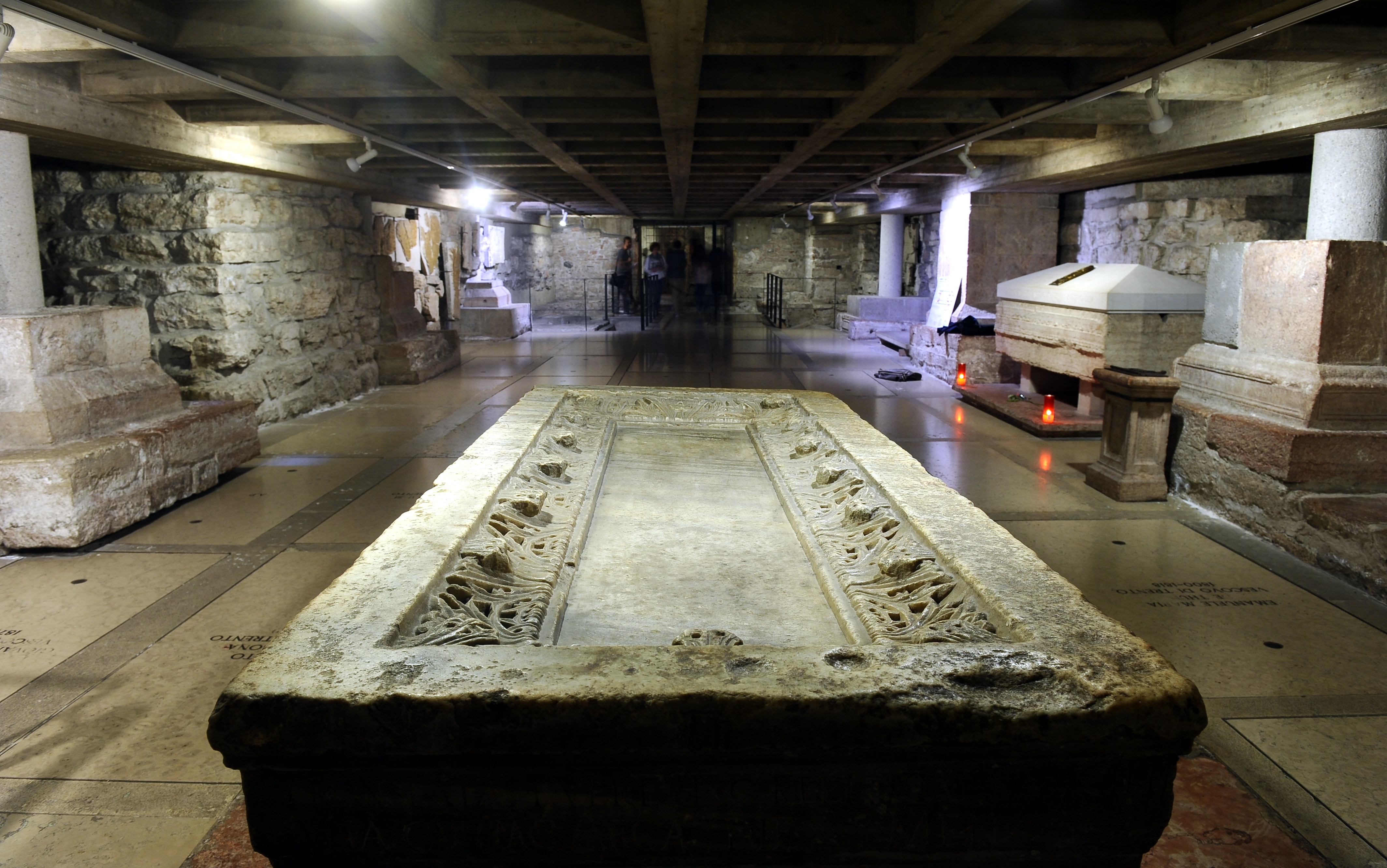
Tumba paleo-cristã de São Vigílio no museu do subsolo